# Laverlochère-Angliers
Laverlochère-Angliers es un municipio canadiense situado en la provincia de Quebec.

## Superficie
Laverlochère-Angliers tiene una superficie de 400,83 km².

## Demografía
En 2021, tenía 947 habitantes, una densidad poblacional de 2,4 hab./km², y 525 viviendas.